# Turbinsnäckor
Turbinsnäckor (Turbinidae) är en familj skalbärande och havslevande snäckor. Familjen är särskilt artrik i tropiska och varma tempererade grunda vatten. Många arter lever kring korallrev eller klipprev eller i intertidalzonen vid klippiga stränder. Typsläktet för familjen är Turbo.

## Kännetecken
Turbinsnäckor har ett spiralvridet och ganska tjockt skal, ofta med spetsig topp men det finns också arter som har mindre spetsig och mer knölformig topp. Ytstrukturen på skalet varierar mycket mellan arterna, från relativt slät till knölig och räfflad och en del arter har kortare eller längre tagglika utskott. Skalöppningen är mer eller mindre rundad och sifonkanal saknas. Insidan på skalet är vitaktig och pärlskimrande och innerläppen är slät. Umbilicus finns åtminstone hos unga snäckor. Formen på skalet och vissa arters tilltalande färger och mönster gör att en del turbinsnäckor är eftertraktade för dekorativa ändamål.
Turbinsnäckor kan dra sig in i sitt skal och stänga öppningen till skalet med ett lock, som kallas operculum. Detta lock är jämförelsevis tjock och det är också stark då det har en hård kalkartad utsida. Locket skyddar det mjuka djuret inne i skalet mot predatorer som försöker komma åt det genom skalets öppning.

## Levnadssätt
Turbinsnäckor är herbivorer som livnär sig på att beta alger och på vegetabilisk detritus. Gruppen är skildkönad och har frisimmande planktoniska larver. Äggsamlingarna skyddas av ett geleartat hölje.

## Turbinsnäckor och människor
Vissa arter av turbinsnäckor samlas i delar av världen in för sina vackra skal, eller för att de är eftersökta i akvariehandeln till saltvattensakvarier. Tomma skal kan också säljas som hus för eremitkräftor som hålls som husdjur. 
Lokalt förekommer det att vissa arter turbinsnäckor fiskas för att ätas exempelvis Turbo cornutus som ses som en delikatess i Japan. 
Kommersiell exploatering har i en del fall varit förödande för lokala populationer.